# Rhizophoreae
Le Rhizophoreae Bartl., 1830 sono una tribù di piante della famiglia Rhizophoraceae comprendente una ventina di specie caratterizzate da adattamenenti fisiologici a condizioni di elevata salinità dell'acqua, che le rendono particolarmente adeguate a svilupparsi all'interno delle formazioni vegetali litoranee note come mangrovie.

## Descrizione
La tribù si caratterizza per la presenza di frutti indeiscenti con semi che germinano sulla pianta madre (vivipari).

## Tassonomia
La tribù comprende 4 generi e 26 specie:
- Genere Bruguiera (8 specie)
  - Bruguiera cylindrica (L.) Blume, 1827
  - Bruguiera × dungarra N.C.Duke & Hidet.Kudo
  - Bruguiera exaristata Ding Hou, 1957
  - Bruguiera gymnorrhiza (L.) Lam.
  - Bruguiera × hainesii C.G.Rogers, 1919
  - Bruguiera parviflora (Roxb.) Wight & Arn. ex Griffith, 1836
  - Bruguiera × rhynchopetala (W.C.Ko) N.C.Duke & X.J.Ge
  - Bruguiera sexangula (Lour.) Poir., 1958

- Genere Ceriops (5 spp.)
  - Ceriops australis (White) Ballment & Stoddart, 1989[2][3]
  - Ceriops decandra (Griff.) Ding Hou (sin.: Ceriops roxburghiana Arn.)
  - Ceriops pseudodecandra Sheue, Liu, Tsai, and Yang[4]
  - Ceriops tagal (Perr.) C.B. Rob.
  - Ceriops zippeliana Blume, 1850[5]

- Genere Kandelia (2 spp.)
  - Kandelia candel (L.) Druce
  - Kandelia obovata Sheue, Liu & Yong, 2003[6]

- Genere Rhizophora (11 spp.)
  - Rhizophora × annamalayana Kathiresan
  - Rhizophora apiculata Blume
  - Rhizophora × harrisonii Leechm.
  - Rhizophora × lamarckii Montrouz.
  - Rhizophora mangle L. - specie tipo
  - Rhizophora mucronata Lam.
  - Rhizophora racemosa G.Mey.
  - Rhizophora samoensis (Hochr.) Salv.
  - Rhizophora × selala (Salvoza) Toml.
  - Rhizophora stylosa Griffith
  - Rhizophora × tomlinsonii N.C.Duke